# Hoplopleura griseoflavae
Hoplopleura griseoflavae är en insektsart som beskrevs av Castro 1980. Hoplopleura griseoflavae ingår i släktet Hoplopleura och familjen gnagarlöss. Inga underarter finns listade i Catalogue of Life.